# Литовцы в Латвии
Литовцы в Латвии (латыш. Latvijas lietuvieši, лит. Latvijos lietuviai) — национальное меньшинство Латвии, насчитывающее на 1 января 2024 года 23 188 человек (около 1,14 % населения страны), из них 15 555 человек граждан Латвии и 4 235 человек неграждан Латвии. По состоянию на 1 января 2024 года в Латвии проживало 5 147 граждан Литвы.
В 1931 году между Латвией и Литвой была заключена Конвенция о школах, которая предусматривала открытие литовских школ или преподавание литовского языка при определённом числе учащихся.